# كمبار باقر
كمبار باقر (بالفارسية: کمبار باقر) هي قرية تقع في قسم جلغة تشاة هاشم الريفي (مقاطعة دلغان) في إيران. يقدر عدد سكانها بـ 95 نسمة .